# Greg Lynn

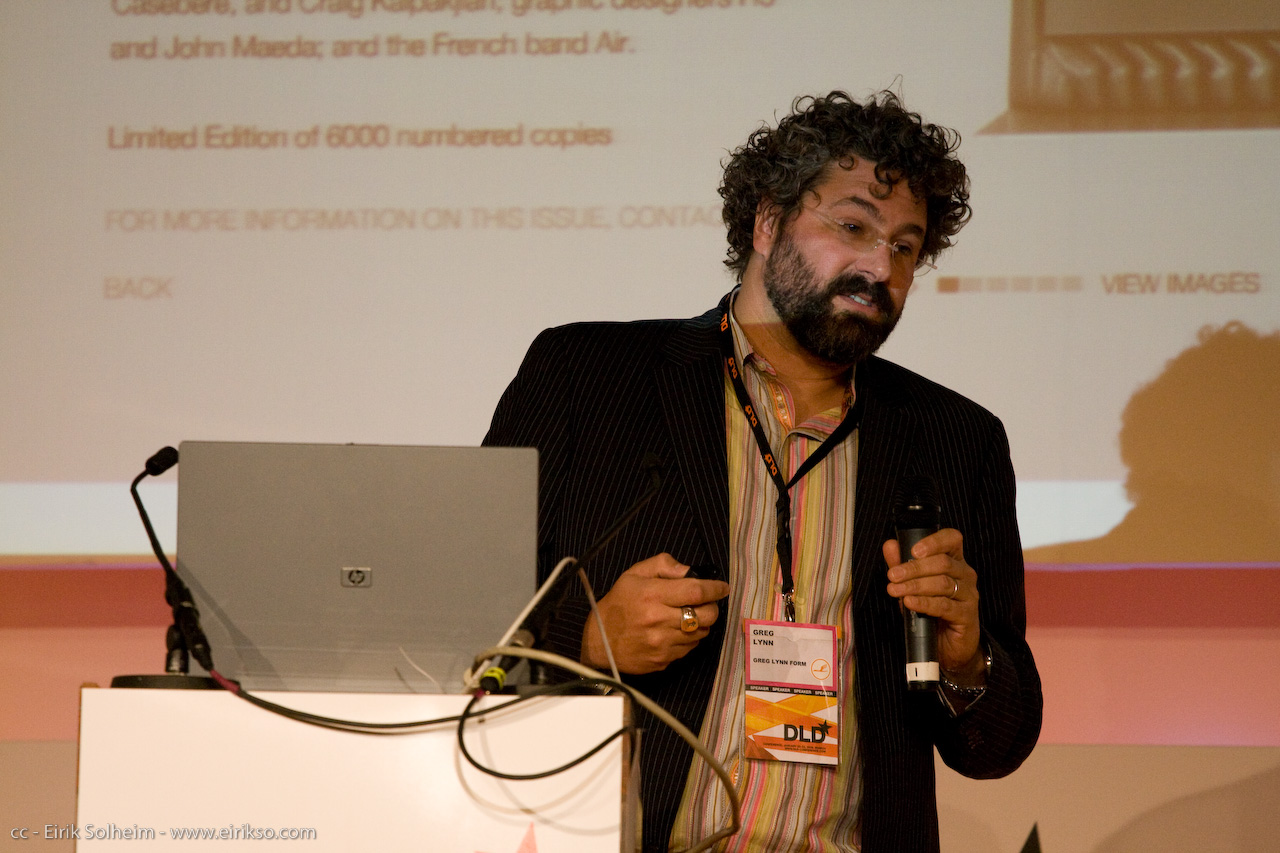
Greg Lynn

Greg Lynn (* 7. September 1964 in North Olmsted, Ohio) ist ein US-amerikanischer Architekt, Philosoph und Science-Fiction-Autor.

## Leben und Werk
Greg Lynn studierte Architektur und Philosophie an der Miami University, und der Princeton University. Bekannt wurde er durch die Idee, mit Hilfe von CAD-Systemen unregelmäßige, biomorphe (organische Architektur), architektonische Formen zu erstellen. Diese Ideen fasste er erstmals 1993, in seiner Veröffentlichung Folding in Architecture zusammen.
1994 gründete Lynn sein Architektur-Studio Greg Lynn Form in Venice, Kalifornien.
Von 1992 bis 1999 lehrte Lynn an der Columbia Graduate School of Architecture, Planning and Preservation und erforschte den Nutzen und Einsatzgebiete der aufkommenden Digitaltechniken für die Bauplanung.
In den Jahren 1999 bis 2002 lehrte Lynn als Professor der Fakultät für Architektur an der ETH Zürich.
Derzeit lehrt Lynn als Professor der Architektur an der Universität für angewandte Kunst in Wien, an der UCLA School of the Arts and Architecture in Los Angeles und als Gastprofessor an der Yale School of Architecture.

## Auszeichnungen
- 2008 gewann Lynn den Goldenen Löwen der Architektur-Biennale in Venedig.[6]

## Veröffentlichungen
- 1993 Greg Lynn: Folding in Architecture
- 1998 Greg Lynn: Fold, Bodies and Blobs: Collected Essays
- 1999 Greg Lynn: Animate Form
- 2001 Greg Lynn: Expo On-Line: Less Aesthetics, More Ethics with CDROM: Biennale De Venezia - 7th International Architecture Exhibition
- 2003 Greg Lynn, Hani Rashid und Max Hollein: Architectural Laboratories
- 2003 Greg Lynn: Intricacy
- 2005 Greg Lynn: Form: Predator
- 2006 Greg Lynn, Sarah Whiting, Stan Allen, und Guido Zuliani: Tracing Eisenman: Complete Works
- 2008 Greg Lynn und Mark Rappolt: Greg Lynn Form
- 2010 Greg Lynn: Other Space Odysseys